# Clásica Féminas de Navarra
La Clásica Féminas de Navarra es una competición de ciclismo en ruta que tiene lugar en la Comunidad Foral de Navarra (España). Es una de las dos competiciones de un día que se celebran en Navarra bajo el nombre en inglés de Navarra Women's Elite Classics.

## Palmarés
| Año  | Ganador              | Segundo              | Tercero                   |
| ---- | -------------------- | -------------------- | ------------------------- |
| 2019 | Sarah Roy            | Maria Martins        | Marta Lach                |
| 2020 | Annemiek van Vleuten | Elisa Longo Borghini | Maria Giulia Confalonieri |
| 2021 | Arlenis Sierra       | Ruth Winder          | Annemiek van Vleuten      |
| 2022 | Veronica Ewers       | Ane Santesteban      | Kristen Faulkner          |
| 2023 | Riejanne Markus      | Tamara Drónova       | Ella Wyllie               |
| 2024 | Hannah Ludwig        | Arlenis Sierra       | Shirin van Anrooij        |
| 2025 | Cat Ferguson         | Soraya Paladin       | Ruth Winder               |

## Palmarés por países
| País           | Victorias |
| -------------- | --------- |
| Países Bajos   | 2         |
| Australia      | 1         |
| Cuba           | 1         |
| Estados Unidos | 1         |
| Alemania       | 1         |
| Reino Unido    | 1         |